# Burgstall Faulenberg
Der Burgstall Faulenberg bezeichnet eine abgegangene mittelalterliche Höhenburg in der Gemeinde Schillingsfürst im Landkreis Ansbach in Bayern.
Der Burgstall liegt in einem Wald zwischen zwei Bachtälern auf 487 m ü. NHN in der Flur Roter Berg (Schlösserholz), 270 Meter südlich der Kirche von Faulenberg, einem Ortsteil von Schillingsfürst.
Über die Burg existieren keine historische Nachrichten, Erbauer und Besitzer sind unbekannt. Sie liegt auf einem dreieckigen Plateausporn, der durch den Zusammenfluss zweier Bäche gebildet wird. Gegen das Hinterland im Westen ist das Areal durch einen leicht bogenförmigen, 125 m langen Abschnittswall mit vorgelagertem Graben geschützt, sodass sich eine Größe der Burgfläche von max. 100 × 110 m ergibt. Diese Befestigung ist mittlerweile fast vollständig durch einen Steinbruch zerstört. 1968 waren die damals noch vorhandenen Teile des Walls noch 5 m breit und max. 1 m hoch und der Graben 6 m breit und 1 m tief. Im Osten verläuft um die Spornspitze ein Graben mit einem flachen, 5–7 m breiten Außenwall. An der Spornspitze befinden sich die Ausbruchgruben eines rechteckigen Turmes von 10 × 8 m Größe.